# 55e brigade d'infanterie (Empire allemand)
Pour les articles homonymes, voir 55e brigade.
La 55e brigade d'infanterie est une grande unité de l'armée prussienne.

## Histoire
La 55e brigade d'infanterie est fondée après la fondation du grand-duché de Bade en 1806 sous le nom de 1re brigade d'infanterie de l'armée badoise et fait partie des unités militaires de la Confédération germanique à partir de 1815. Le 1er juillet 1871, elle est renommée en 55e brigade d'infanterie dans le cadre de la convention militaire conclue le 25 novembre 1870 entre la Confédération de l'Allemagne du Nord et Bade. Elle fait partie de la 28e division d'infanterie basée à Karlsruhe, affectée au 14e corps d'armée de Karlsruhe. Depuis sa création jusqu'à sa dissolution après la Première Guerre mondiale, Karlsruhe est son siège.

### Composition
- 1871 à 1889

109e régiment de grenadiers (de), 110e régiment de grenadiers (de), 110e régiment de Landwehr
- 1889 jusqu'à la composition de guerre en 1914

Comme ci-dessus, sans le 110e régiment de Landwehr
- Composition de guerre le 26 mai 1918

Comme ci-dessus, en plus du 40e régiment de fusiliers, 37e détachement de tireurs d'élite de mitrailleuses et 2e escadron du 5e régiment de chasseurs à cheval

### Première Guerre mondiale
Avec la mobilisation d'août 1914, la brigade doit créer le bataillon de remplacement de la 55e brigade et est incorporée à la 28e division d'infanterie et déployée exclusivement sur le front occidental

### Commandants de la brigade
| Nom                                              | Date                                |
| ------------------------------------------------ | ----------------------------------- |
| 1re brigade d'infanterie (grande-ducale de Bade) |                                     |
| August von Vincenti                              | 1806 à 1807                         |
| Ludwig Stockhorner von Starein                   | 1813                                |
| Karl von Brand zu Bühl                           | 1814 à 1815                         |
| Franz Christoph Cornel                           | 1833/1839                           |
| Ludwig von Pfnorr (de)                           | 1839                                |
| Anton Schwartz                                   | 1847                                |
| Philipp Roeder von Diersburg (de)                | 1851                                |
| Friedrich von Porbeck (de)                       | 1854                                |
| Karl Wilhelm Waag                                | 1859                                |
| 55e brigade d'infanterie                         |                                     |
| Ferdinand Otto von Neumann-Cosel (de)            | 3 juin 1871 au 13 février 1874      |
| Wilhelm von Bonin                                | 14 février 1874 au 9 février 1877   |
| Karl von der Esch (de)                           | 10 février 1877 au 9 avril 1880     |
| Ernst von Grolmann                               | 10 avril 1880 au 13 juin 1883       |
| Wilhelm Roeder von Diersburg (de)                | 14 juin 1883 au 6 juillet 1888      |
| Heinrich zu Rantzau (de)                         | 7 juillet 1888 au 16 avril 1890     |
| Richard von Funck                                | 17 avril 1890 au 8 février 1891     |
| Hans von Plessen                                 | 9 février 1891 au 28 décembre 1892  |
| August von Janson (de)                           | 29 décembre 1892 au 17 juillet 1895 |
| Karl von Hugo                                    | 18 juillet 1895 au 21 mai 1899      |
| Erich Lölhöffel von Löwensprung (de)             | 22 mai 1899 au 21 mars 1902         |
| Eduard von Hoffmeister (de)                      | 22 mars 1902 au 8 février 1908      |
| Max von Schack (de)                              | 9 février 1908 au 1er juin 1909     |
| Ludwig von Ompteda (de)                          | 2 juin 1909 au 21 mars 1912         |
| Horst von Oettinger                              | 22 mars 1912 au 1er août 1914       |
| Kurt von Olszewski (de)                          | 2 août 1914 au 21 mars 1916         |
| Gustav Boehm                                     | 22 mars 1916 au 30 mai 19198        |
| Fritz von Selle (de)                             | 31 mai 1918 au 10 novembre 1918     |
| Maximilian von Pfeil (de)                        | 25 janvier 1919 (démobilisation)    |